# H-Hour: World's Elite
H-Hour: World's Elite est un jeu vidéo de tir tactique, développé par SOF Studios. Le jeu est sorti en accès anticipé pour Microsoft Windows via Steam en mai 2015. Une version pour la PlayStation 4 est sorti en février 2020.
Le développement initial a été financé en grande partie par 252 500 $ provenant d'une campagne de financement Kickstarter réussie en juillet 2013.

## Système de jeu
Le système de H-Hour s'inspire fortement de la série SOCOM, à laquelle les développeurs décrivent le jeu comme un successeur spirituel de ce dernier. Le jeu est destiné à "être le meilleur" lorsqu'il est joué avec un clan et des équipes organisées, et vise à donner aux joueurs une expérience de combat militaire réaliste.
Le jeu sera initialement uniquement en 8 contre 8 joueurs, avec la possibilité de tester et d'ajouter un plus grand nombre de joueurs dans le futur. À sa sortie, le jeu sera uniquement multijoueur.
H-Hour: World's Elite devrait inclure six cartes à sa sortie et au moins quatre modes de jeu. Des cartes communautaires supplémentaires devraient être prises en charge.

## Développement
H-Hour: World's Elite est développé par SOF Studios, situé à Southern Pines, en Caroline du Nord. Son directeur créatif, David Sears, était également le directeur créatif de la série SOCOM, et H Hour est envisagé comme un successeur spirituel. Le jeu a été annoncé parallèlement à une campagne de financement participatif Kickstarter en juillet 2013 qui visait à collecter 200 000 $, pour finalement lever 252 662 $. Ces fonds ont été utilisés pour créer un prototype qui pourrait ensuite être utilisé comme argumentaire pour le financement des éditeurs. En avril 2014, Sears a publié un blog sur les difficultés de financement du projet, quittant plus tard son poste de directeur créatif aux studios SOF en octobre 2014.
Le développement initial et les actifs ont été créés à l'aide d'Unreal Engine 3 et ont ensuite été transférés vers Unreal Engine 4. Le jeu est en cours de développement pour Microsoft Windows, avec des plans pour supporter le jeu sur la PlayStation 4. Le jeu a été présenté dans Steam Greenlight en mars 2014, approuvé en avril et sorti sur Steam Early Access en mai 2015 ,.
Depuis le 14 mars 2016, tout développement sur H-Hour: World's Elite a été interrompu en attendant de nouveaux investissements en capital.
Depuis le 21 mars 2016, un groupe de professionnels de l'industrie, y compris d'anciens contractuels de SOF Studios, s'est porté volontaire pour poursuivre le développement de «H-Hour: World's Elite». Entre cette date et la fin juin 2016, plusieurs améliorations ont été réalisées. Le jeu est entré dans une phase bêta en mars 2018, parallèlement à l'annonce que la version PlayStation 4 était en cours de développement.